# Краматорський художній музей
Крамато́рський худо́жній музе́й — художній музей у місті Краматорську Донецької області; значний міський культурно-естетичний осередок.

## Загальні дані
Краматорський художній музей розташований за адресою:
вул. Академічна, буд. 60, м. Краматорськ-84313 (Донецька область, Україна).

## З історії
Краматорський художній музей заснований у 1967 році на базі відкритої в 1959 році картинної галереї. Фонди картинної галереї формували ентузіасти на чолі з членом Спілки художників СРСР І. І. Пархоменком. З набуттям офіційного статусу (1967) музей поповнився унікальною колекцією живопису, графіки XVIII—XIX століть, переданою з Державного Ермітажу, Державного російського музею, Державного музею образотворчих мистецтв ім. О. Пушкіна.
Спершу художній музей у Краматорську працював як філіал Донецького обласного художнього музею. За незалежності України, починаючи від 1992 року, заклад дістав самостійний статус.

## Фонди, експозиції та діяльність
У теперішній час (2018 рік) фонди Краматорського художнього музею налічують близько 2000 творів живопису, графіки, скульптури, декоративно-прикладного мистецтва, фоторобіт основного та науково-допоміжного фондів. Музей пишається колекціями робіт закарпатських художників З. Шолтеса, Е.Контратовича, І. Манайла, А. Шепи та інших. У музеї зберігаються полотна відомих українських художників: М. Дерегуса, Т. Яблонської, В. Гуріна, В. Сидорука,  М.  Глущенка, К. Трохименка, С. Кошового та ін.,  які були написані в середині XX століття.
Музей має колекцію скульптури відомих майстрів : Є. Бондаренко, М. Лисенка, В. Міненка, Б. Ульянова,  В. Шатуха та ін.
Російський живопис представлений роботами : М. Лаврова, В. Полєнова, П. Петровичева. Графічні роботи російських майстрів включають твори О. Зубова, Г. Качалова, І. Соколова, В. Сєрова та інших.
Велику цінність має колекція живопису і графіки з Казахстану.
Основне поповнення фондів Краматорського художнього музею традиційно, зокрема останніми роками, становлять твори, передані в дарунок краматорськими художниками: членами Національної спілки художників України І. Базилевським, В. Кононенком, П. Шаповаловим, Т. Шумською, В. Гутирею, художниками В. Сєрбіним, Г. Мальковим, Р. Бахом та іншими.
Працівниками музею також сформований фонд декоративно-прикладного мистецтва, представлений роботами майстрів традиційного та сучасного мистецтва  України К. Бобрової, Л. Шаповалової, Е. Кузьміної, І. Єпишиної, В. Скумена, Р. Слєпової, О. Підмогильної та ін. 
Щорічно в Краматорському художньому музеї експонується 28—30 виставок, які відвідують 17 тисяч осіб. У музеї, школах, ВНЗ, технікумах, позашкільних установах проводяться екскурсії й лекції. На базі багатьох шкіл діють постійні лекторії з образотворчого мистецтва. Науково-методична рада музейного закладу здійснює видавничу роботу, каталогізуються виставки, окремі колекції, видаються календарі, в які включені репродукції найкращих творів з фондів.На базі музею працюють: фотоклуб «Юріс», «Суботні зустрічі», музично-поетичні вітальні.